# Tommi Paavola
Tommi Paavola (Helsinki, 9 december 1965) is een voormalig profvoetballer uit Finland, die speelde als middenvelder gedurende zijn carrière. Hij kwam onder meer uit voor de Belgische club KSC Lokeren en de Duitse club 1. FSV Mainz 05. Paavola beëindigde zijn loopbaan in 2005.

## Interlandcarrière
Paavola kwam in totaal 23 keer uit voor de nationale ploeg van Finland in de periode 1986-1994. Hij maakte zijn debuut onder leiding van bondscoach Martti Kuusela op 9 september 1986 in de vriendschappelijke thuiswedstrijd tegen Oost-Duitsland (1-0) in Lappeenranta, net als Miika Juntunen (Örgryte IS) en Mika-Matti Paatelainen (Valkeakosken Haka). Hoewel Oost-Duitsland aantrad met de olympische selectie geldt de wedstrijd als een officiële A-interland voor Finland. Paavola trad in dat duel na 68 minuten aan als vervanger van aanvoerder Jari Niinimäki (AIK Solna).

## Erelijst
HJK Helsinki
- Veikkausliiga

1988
 FC Jokerit
- Suomen Cup

1999